# UGPS J0722-0540
UGPS J0722-0540 (употребляется сокращение UGPS 0722-05) — коричневый карлик позднего класса T в созвездии Единорога. Находится на расстоянии около 4,1 пк (13,4 св. лет) от Солнца.

## История наблюдений

### Открытие
Звезду открыл Филипп Лукас из Университета Хартфордшира, об открытии было объявлено в 2010 году. Изображение, на котором был обнаружен объект, было получено 28 ноября 2006 года в рамках обзора UKIRT Infrared Deep Sky Survey (UKIDSS); снимок, подтвердивший открытие и позволивший уточнить собственное движение звезды, был получен 2 марта 2010 года. Расстояние до объекта было получено по данным о тригонометрическом параллаксе, равном 246 миллисекундам дуги. Первоначально сообщалось, что звезда находится на расстоянии 2,9 пк, благодаря чему её отнесли к десятке самых близких к Солнцу звёзд, но более поздние измерения показали, что объект находится на большем расстоянии, приблизительно 4.1+0.6
−0.5 пк.

### Наблюдения с адаптивной оптикой
В 2010 году Bouy и коллеги наблюдали UGPS 0722-05 с помощью адаптивной оптики на Very Large Telescope. Не было обнаружено объектов-компаньонов при звёздной величине H ≲ 19.4 на угловых расстояниях больше 50 мсд, и при H ≲ 21.4 на угловых расстояниях больше 100 мсд.

### Отнесение к спектральному классу
В 2010 году Лукас и коллеги присвоили объекту UGPS 0722-05 спектральный класс T10 и предположили, что он может быть первым объектом в новом спектральном классе.
В статье 2011 года Кушинга и коллег утверждается граница между спектральным классом T и новым спектральным классом Y — по особенности спектра, связанной с NH3, а также ввели стандарты в спектре для перехода T/Y — между классами T9 и Y0. UGPS 0722-05 был отнесён к подклассу T9, после чего были приняты стандарты спектра для подкласса T9.

## Расстояние
На 2018 год наиболее точная оценка расстояния до UGPS 0722-05 получена по тригонометрическому параллаксу, опубликована в 2013 году Леггеттом и др.: 0,2428 ± 0,0024 секунд дуги, что соответствует расстоянию 4,12 ± 0,04 пк, или 13,43 ± 0,13 св. лет.

## Пространственное движение
UGPS 0722-05 обладает собственным движением около 970 мсд в год.
Лучевая скорость UGPS 0722-05, измеренная Bochanski и коллегами и опубликованная в 2011 году, составляет 46,9 ± 2,5 км/с. Положительное значение лучевой скорости показывает, что UGPS 0722-05 удаляется от Солнца. Существенное превышение лучевой скорости (46,9 км/с) над тангенциальной скоростью (19 км/с) показывает, что UGPS 0722-05 была гораздо ближе к Солнцу в прошлом, чем сейчас (в предположении собственного движения и параллакса из Leggett и др. (2012) минимальное расстояние составляло 5,0 световых лет приблизительно за 72000 лет до нашей эры, следовательно, звезда могла являться одной из ближайших к Солнцу звёзд в то время).

## Свойства
Объём звезды приблизительно соответствует объёму Юпитера, но масса по оценкам превышает массу Юпитера в 5-40 раз. При этом звезда менее массивна, чем Эпсилон Индейца B a. Планеты же обычно обладают массами менее 13 масс Юпитера. Исследование инфракрасного спектра звезды показало, что атмосфера объекта содержит водяной пар и метан, а температура поверхности составляет 480—560 K.